# مارسيل يانكو
مارسيل يانكو (تُلفظ بالألمانية: [maʁˈsɛl ˈjaŋkoː])  (اسمه الأصلي Marcel Hermann Iancu) (24 مايو 1895 - 21 أبريل 1984) فنان تشكيلي ومهندس معماري ومنظر فني روماني وإسرائيلي.
كان مؤسسا لمذهب الدادائية ومن دعاة مذهب البنائية في أوروبا الشرقية. وفي عام 1910، شارك في تحرير مجلة الفن الرومانية «سيمبولول» مع كل من أيون فينيا وتريستان تسارا.
وله أعمال فنيه تنتمي للفن الحديث والمستقبلية والتعبيرية قبل أن يكرس فنه للتصميم المسرحي لمذهب الدادائية الأدبي لتسارا. وانفصل عن المذهب الدادائي في عام 1919، عندما أسس هو والرسام هانز آرب مجموعة تعتنق المذهب البنائي، اسمها «الحياة الجديدة».
شارك مع فينيا في تأسيس مجلة «كونتيمبورانول» وهي منبر للمذهب الطليعي في رومانيا، والذي يدعو إلى المزج بين البنائية والمستقبلية والتكعيبية. وفي تلك المجلة عرض يانكو رؤية «ثورية» للتخطيط الحضري. وقام بتصميم بعض المعالم الأكثر ابتكارًا في وسط مدينة بوخارست.
عمل في العديد من الأشكال الفنية، بما في ذلك الرسم التوضيحي والنحت والرسم الزيتي.
كان يانكو أحد المفكرين اليهود الرومانيين البارزين في جيله. وتعرض لمعاداة السامية قبل وأثناء الحرب العالمية الثانية، وهاجر إلى فلسطين تحت الانتداب البريطاني في عام 1941.
حصل على جائزة ديزنغوف وجائزة إسرائيل، وأسس جماعة «عين حوض»، وهي مجموعة فنية يوتوبية.
مارسيل يانكو هو شقيق جورج وجولز يانكو، اللذين كانا شريكين فنيين له أثناء وبعد انتمائة للدادية. وكان صهره وزميله معتنقا للمذهب البنائي وهو الكاتب جاك ج. كوستين، والمعروف بأنه أحد الناجين من معاداة السامية في الأربعينيات.